# Nuovenergie
Nuovenergie è un'azienda italiana fornitrice di energia elettrica e gas naturale fondata nel 2003 a Rho, a seguito della liberalizzazione del mercato gas introdotto dal Decreto Letta n.164 del 23 maggio 2000. La società opera su tutto il territorio italiano, con prevalenza per le regioni del Nord Italia (Lombardia e Piemonte) dove ha la maggior parte dei suoi punti vendita.

## Storia

### La prima distribuzione di gas nel rhodense
Il 1° luglio 1891 inizia il servizio di distribuzione del gas nel comune di Rho in gestione alla Ditta Gas Luce di Rho – Soc. An. Cooperativa (che diviene, successivamente, S.p.A. Gas-Luce). Alla fine del XIX secolo, la distribuzione di gas sosteneva i consumi domestici e l'illuminazione pubblica, andando ad alimentare i lampioni a gas installati nelle vie cittadine.
Nel corso della prima metà del XX secolo, l'evoluzione tecnologia consente di sostituire i primi sistemi di produzione di gas per distillazione a secco del litantrace con sistemi di trattamento, decompressione e miscelazione di gas metano e aria e successiva immissione nella rete di distribuzione cittadina.

### L'inizio della gestione da parte del Comune di Rho
Dal 1° gennaio 1964, il Comune di Rho riscatta e prende in gestione la S.p.A. Gas-Luce, come stabilito dalla delibera consiliare del 20 gennaio 1962, oltre a tutta la rete di distribuzione esistente e comprendente macchinari, impianti e 5 738 contatori gas installati sul territorio.
Nel corso dei primi decenni di gestione comunale, vengono installati nuovi contatori e stanziati fondi per interventi utili a migliorare le infrastrutture in risposta alla crescente domanda energetica della cittadinanza. Già nel 1968, il numero di contatori attivi aumenta a 8 400 unità.

### La nascita di Nuovenergie Spa
Il 23 maggio 2000, il Decreto Letta n. 164 rende effettiva la liberalizzazione del mercato del gas che consente alle società energetiche di entrare liberamente nel mercato della compravendita di gas naturale. A seguito della liberalizzazione, per volere dei Comuni di Rho, Settimo Milanese e Pero, nel 2003 nasce Nuovenergie Spa, azienda di fornitura di gas metano. Contestualmente alla nascita della società, vengono aperti i primi tre punti vendita diretti nei comuni di Rho, Settimo Milanese e Cornaredo.

### L'integrazione della fornitura di energia elettrica
Il 1° luglio 2007 viene liberalizzato anche il mercato dell'energia elettrica consentendo ai consumatori domestici di scegliere liberamente il proprio fornitore luce. Nel 2011 Nuovenergie si specializza nella compravendita di energia elettrica, affiancandola all'ormai consolidata esperienza nel mercato del gas naturale.

## Struttura societaria
Nuovenergie ha una composizione societaria mista pubblico-privata. Al 2023, i principali azionisti includono:
- Comune di Rho (48,28%)
- Canarbino S.p.A. (30,00%)
- Comune di Settimo Milanese (20,72%)
- Comune di Pero (1,00%)

## Indicatori economici
Nel 2023, Nuovenergie ha dichiarato un fatturato di 44 milioni di euro, con un utile netto di circa 901 906 euro e un EBITDA pari a 2,4 milioni di euro.